# ورزشگاه پیتودری
ورزشگاه پیتودری، یک ورزشگاه تمام‌صندلی فوتبال در ابردین، اسکاتلند است. این ورزشگاه محل برگزاری بازی‌های خانگی باشگاه فوتبال آبردین و یکی از ورزشگاه‌های لیگ برتر فوتبال اسکاتلند است. گنجایش ورزشگاه ۲۰٬۸۶۶ نفر می‌باشد.

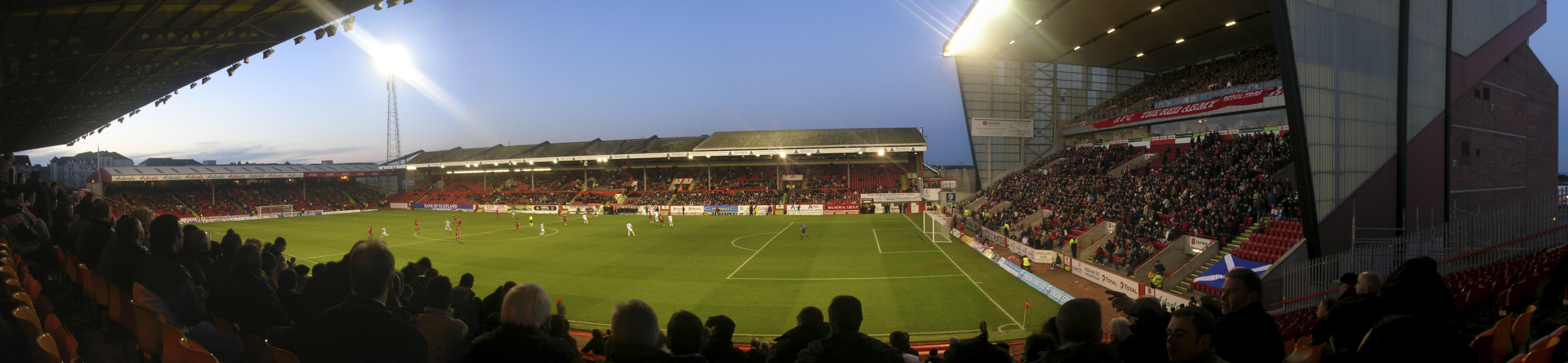
ورزشگاه پیتودری از قسمت دور ضلع جنوبی.